# 第一次哈瓦那宣言
第一次哈瓦那宣言（西班牙語：Primera Declaración de La Habana）是古巴發表的反對美國的宣言。
1960年8月，美洲国家组织第7届外长协商会议通过《圣何塞宣言》（Declaración de San José），谴责中国、苏联对西半球和平与安全的威胁。9月2日，全国人民政权代表大会通过《哈瓦那宣言》，也被稱為第一次哈瓦那宣言。該文件谴责《圣何塞宣言》是美國强加给拉美各国的意志，而且谴责美国一直掠夺拉美各国的土地並實行军事占领，而且美國還一直保持门罗主义。同時文件讚揚了何塞·马蒂和贝尼托·胡亚雷斯。文件表示古巴人民感谢苏联的火箭支援，而且坚决否认中国、苏联企图利用古巴来破坏和威胁西半球，美国政府試圖拉攏拉美各国孤立中国、苏联反而对西半球及世界的和平与安全构成了威胁。文件還号召拉丁美洲团结，共同摆脱美国的束缚。第一次哈瓦那宣言发布后，古巴总理当即宣布古巴与中華人民共和国建立外交关系。
1962年1月，第8届美洲国家组织外长会议上，古巴被开除出美洲国家组织，同年2月4日召开的全国人民政权代表大会上通过了第二个《哈瓦那宣言》，批判资本主义国家瓜分、殖民与剥削世界，並認定资本主义制度成為人类发展的巨大障碍，資產階級理应被无产阶级所取代。文件還号召拉美人民通过武装革命推翻美国的干涉。